# Croceverde
Croceverde (nota anche come Croceverde-Giardina o Giardini, proprio per via dei curati giardini e degli agrumeti in cui l'area è immersa) è una piccola frazione o borgata rurale di Palermo. Sorge nell'angolo meridionale della pianura Conca d'oro, nel 2014 contava circa 1 500 abitanti. Dista pochi chilometri dal tessuto urbano di Palermo, ed è confinante con due località limitrofe: a nord-ovest Ciaculli, confinante per mezzo dell'omonima strada, ed a sud-est Gibilrossa, frazione di Misilmeri, nota per le imprese garibaldine. La borgata dista poco dal comune di Villabate.
Croceverde-Giardina è conosciuta per le sue villette residenziali, immerse tra agrumeti. Tra gli edifici più conosciuti c'è la villa del boss mafioso Michele Greco, nato tra i giardini di questa borgata nel 1924. La posizione in cui è situata Croceverde offre una vista completa della città di Palermo. Noti sono i terreni denominati Favarella che si estendono fino a Ciaculli, dove Michele Greco era solito invitare amici per la caccia e per la raccolta di agrumi. Nei terreni sono presenti grotte sotterranee usate per la latitanza del boss.
Il territorio presenta un clima ed un habitat naturale ideale per la coltivazione del famoso Mandarino tardivo di Ciaculli, che infatti qui si coltiva ai piedi del Monte Grifone, in terreni tanto ripidi (fino al 50% di pendenza) da ritenere opportuna una coltivazione a terrazzamenti. Oltre alla coltivazione degli agrumi, vi sono altre varietà di albero da frutto come il nespolo che qui trova un clima ideale. Presenti inoltre terreni coltivati ad ortaggi.
Negli ultimi anni si è verificato un progressivo incremento dell'abusivismo edilizio, poiché già da anni il comune, nel tentativo di regolamentare e impedire una edificazione selvaggia, ha contrassegnato l'area come terreno di tipo: verde agricolo e non edificabile.
Croceverde è collegata con il centro di Palermo dalla linea 212 dell'AMAT.
A Croceverde, precisamente in Corso dei Mille 1672, si trova la scuola primaria intitolata a Ilaria Alpi, cui afferiscono gli studenti del quartiere. Essa appartiene all'ICS Padre Pino Puglisi.

## Dissesti idrogeologici
Croceverde insieme a Ciaculli e alla borgata di Belmonte Chiavelli, è sovrastata dalle gole alluvionali del Monte Grifone. Nei mesi più piovosi, detriti, grandi quantità di fango, discendono dal Vallone di Croceverde, una ripida valle che incanala le acque piovane a partire dal comune limitrofo di Belmonte Mezzagno. La furia delle discese alluvionali è in grado di strappare le radici degli alberi, e trascinarle giù fino all'abitato di Croceverde. Ultimi danni si sono registrati nel settembre 2009.